# Ш
Ш, ш (en cursiva Ш, ш) és una lletra de l'alfabet ciríl·lic. Present en tots els alfabets ciríl·lics d'idiomes eslaus és la vint-i-cinquena lletra en l'alfabet búlgar, la vint-i-sisena al rus, vint-i-setena al belarús, la vint-i-novena a l'alfabet ucraïnès i la trentena en els alfabets serbocroat i macedònic. El so d'aquesta lletra és equivalent al so del dígraf ix a peix (representat per ʃ en AFI). També es troba aquest so a la sh anglesa, la ch francesa, la sch alemanya, la ש hebrea, la ş turca o la sz polonesa. A la majoria dels idiomes eslaus amb alfabet llatí: txec, eslovac, eslovè i serbocroat, aquest so és escrit amb la lletra š, i per això molts lingüistes l'empren per transliterar ш a l'alfabet llatí.

## Taula de codis
| Codificació de caràcters | Tipus     | Decimal | Hexadecimal | Octal  | Binari              |
| ------------------------ | --------- | ------- | ----------- | ------ | ------------------- |
| Unicode                  | Majúscula | 1064    | 0428        | 002050 | 0000 0100 0010 1000 |
| Unicode                  | Minúscula | 1096    | 0448        | 002110 | 0000 0100 0100 1000 |
| ISO 8859-5               | Majúscula | 200     | C8          | 310    | 1100 1000           |
| ISO 8859-5               | Minúscula | 232     | E8          | 350    | 1110 1000           |
| KOI 8                    | Majúscula | 251     | FB          | 373    | 1111 1011           |
| KOI 8                    | Minúscula | 219     | DB          | 333    | 1101 1011           |
| Windows 1251             | Majúscula | 216     | D8          | 330    | 1101 1000           |
| Windows 1251             | Minúscula | 248     | F8          | 370    | 1111 1000           |